# Hayagriva

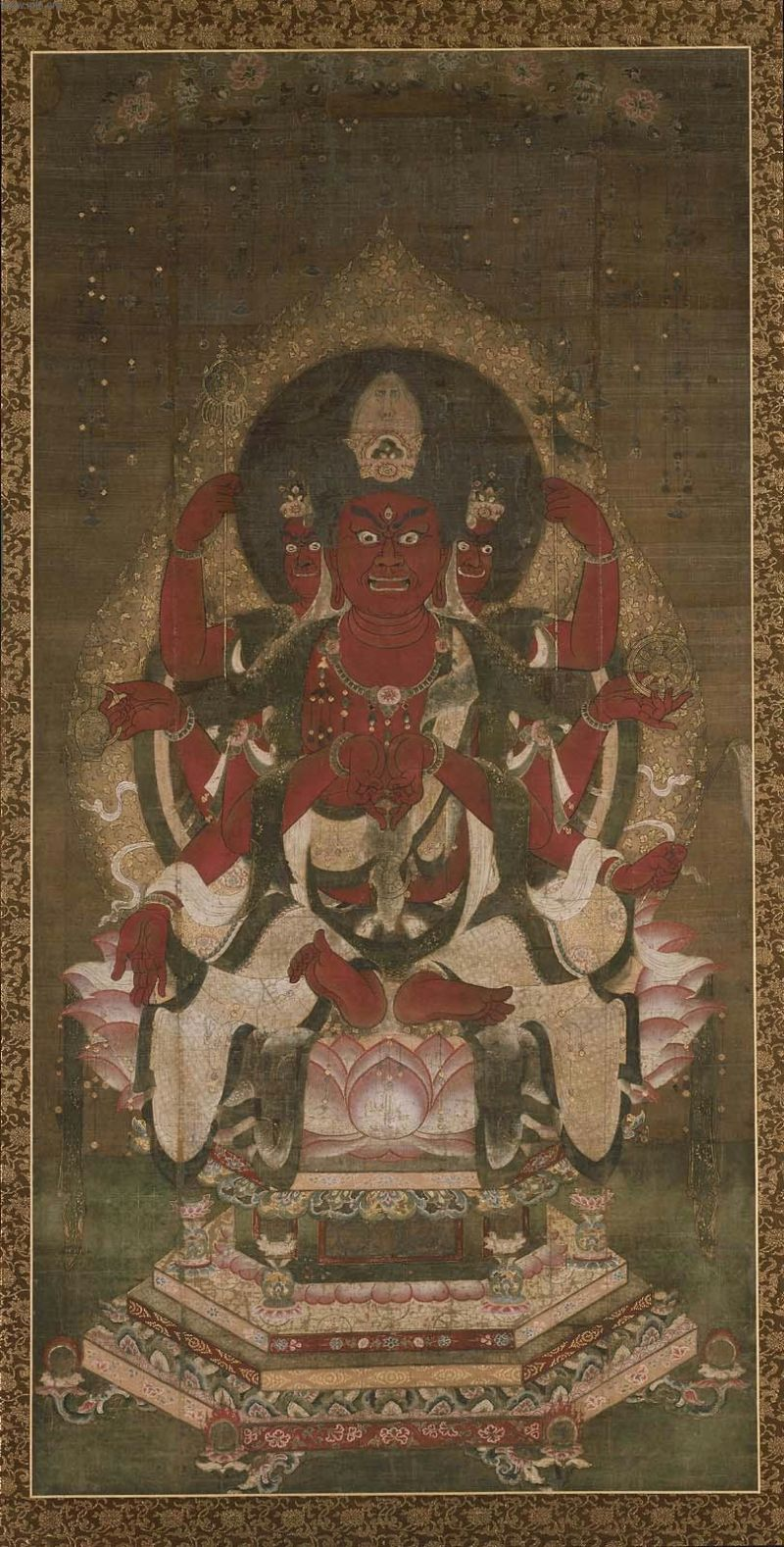
Hayagriva, connu sous le nom de Bato Kannon au Japon

Hayagrīva, mot sanskrit signifiant "cou de cheval", est une incarnation courroucée du bodhisattva mahâsattva Avalokiteśvara de la grande compassion dans le bouddhisme tantrique, au Tibet (tib. tamdrin), au Japon Batō Kannon, en Chine, en chinois: mǎtóu guānyīn 馬頭觀音. Il est Avalokiteśvara à tête de cheval, un des six Avalokiteśvaras destinés à sauver les êtres sensibles des six mondes: êtres divins (dévas), assouras (asura), êtres humains, animaux, esprits affamés, damnés. Dans ce groupe de déités, Hayagrīva est plus particulièrement dédié au monde animal. Sa statue a la forme d'un être humain courroucé portant une tête de cheval au-dessus de sa tête, son corps est rouge, avec trois yeux, quatre ou huit bras, ses dents découvertes, ses cheveux hérissés, dans ses mains il y a de lotus, vase, hache, corde, chapelet, etc., qui servent à détruire les démons et les obstacles, maladies, ennuis divers.

## Hindouisme
Dans l'hindouisme, Hayagrīva est un avatar du dieu Vishnou. La statue de cet avatar a la forme d'un corps humain avec une tête de cheval, sans l'aspect courroucé. Il est aussi un démon qui a volé les Vedas de la main de Brahma,.

## Ouvrage
- Site consacré à la mythologie tibétaine
- Jean Emmanuelli Hayagrīva Cou de Cheval, Arché - Milano, 2010.